# Акдала (Туркестанская область)
Акдала (каз. Акдала) — село в Туркестанской области Казахстана. Находится в подчинении городской администрации Арыса. Административный центр Акдалинского сельского округа. Код КАТО — 511633600.

## Население
По данным 1999 года в селе проживало 2569 человек (1312 мужчин и 1257 женщин). По данным переписи 2009 года, в селе проживали 2822 человека (1420 мужчин и 1402 женщины).